# Hans De Clercq
Hans De Clercq (Deinze, 3 de março de 1969) é um ex-ciclista bélgico, que competiu como profissional entre 1993 e 2004. No Tour de France 2003, ele foi o último na classificação geral, o lanterne rouge.